# Wincenty Antonowicz
Wincenty Antonowicz (ur. 1 maja 1891, zm. 1984) – polski „Sprawiedliwy wśród Narodów Świata”.

## Życiorys
Podczas II wojny światowej mieszkał w Wilnie, które w okresie wojny kilkukrotnie zmieniało okupanta. Odcisnęło to piętno na wszystkich narodowościach zamieszkujących miasto. Po wkroczeniu do niego Wehrmachtu latem 1941 roku w szczególnie dramatycznym położeniu znalazła się miejscowa ludność żydowska. Wincenty Antonowicz wraz ze swą małżonką Jadwigą (z domu Pietkiewicz) i córką Lucyną podjęli się pomocy Żydówce Bronisławie Malberg.
Po likwidacji wileńskiego getta w 1943 roku kobieta uciekła od pewnej śmierci z rąk Niemców i znalazła schronienie u rodziny Wincentego. Na co dzień przebywała za szafą jednego z pokoi w ich mieszkaniu. Gdy ryzyko wzrosło, Wincenty zdecydował się odesłać ją do domu swojej matki. Załatwił dla niej dokumenty na nazwisko Joanna Malinowska oraz pracę nauczycielki języka francuskiego w miasteczku Niemenczyn. W ten sposób, ukrywała się u Antonowiczów aż do wkroczenia Armii Czerwonej w lipcu 1944 roku.
23 września 1997 roku Instytut Jad Waszem uhonorował Wincentego i Jadwigę Antonowiczów medalem „Sprawiedliwy wśród Narodów Świata”. 14 czerwca 1998 roku uhonorowana została także ich córka – Lucyna Bauer.